# Stereum hirsutum
Stereum hirsutum (Carl Ludwig Willdenow, 1787 ex Christian Hendrik Persoon (1800), din încrengătura Basidiomycota și ordinul Russulales, în familia Stereaceae și de genul Stereum, este o specie foarte comună saprofită, dar și parazitară de ciuperci necomestibile, denumită în popor brâncă, căpruțe, esca, iască păroasă, policioare sau tălgerași. Soiul trăiește în România, Basarabia și Bucovina de Nord în colonii de multe exemplare, adesea formate din numeroase etajere suprapuse, pe lemn mort precum pe ramurile căzute în pădure. Frecvent se întâlnește pe lemn de alun, arin, carpen, castan, fag, frasin, mesteacăn, platan, plop negru și stejar, rar chiar și pe cel de rășinoase. Ca parazit afectează în primul rând butucii de viță de vie, fiind un agent patogen. Apare de la deal la munte peste tot anul.

## Taxonomie

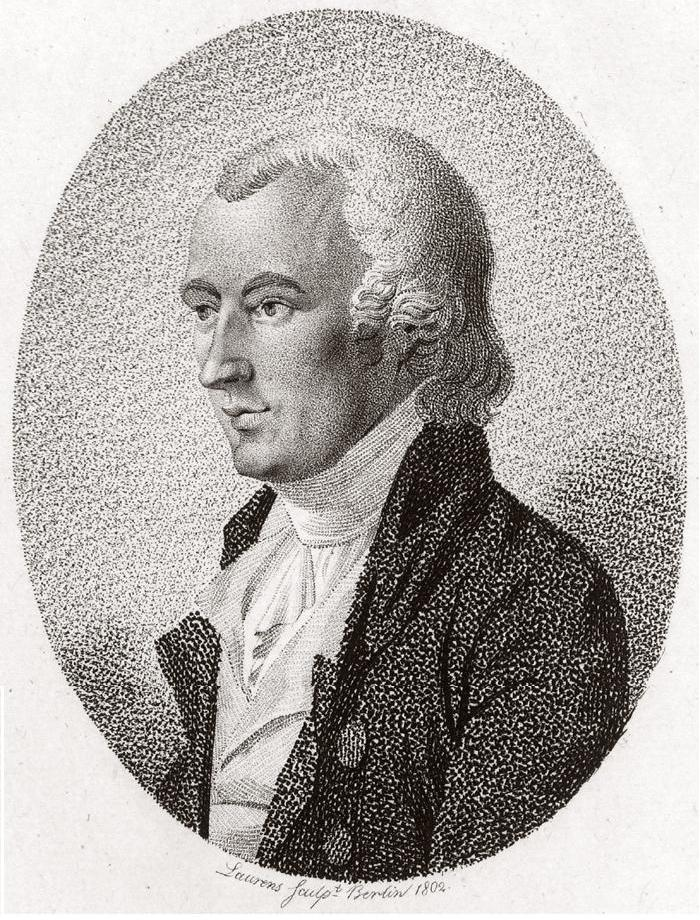
Willdenow

Deși specia a fost deja descrisă de William Hudson în 1778 (Helvella acaulis) precum de Pierre Bulliard în 1786 (Auricularia reflexa), s-a hotărât, că numele binomial are să fie Thelephora hirsuta, determinat de savantul german Carl Ludwig Willdenow în volumul 2 al cărții sale Florae Berolinensis prodromus – secundum systema Linneanum din 1787.
Renumitul Christian Hendrik Persoon a transferat specia corect la genul Stereum sub păstrarea epitetului, de verificat în volumul 2 al operei sale Observationes mycologicae. Seu descriptiones tam novorum, quam notabilium din 1799, fiind numele curent valabil (2020).
Toate cele multe încercări de modificare ale taxonului (o parte este listată în infocaseta) sunt acceptate sinonim, dar nu sunt folosite și astfel neglijabile.
Epitetul specific se trage din cuvântul latin (latină hirsutus=păros, țepos).

## Descriere
Exemplare solitare se găsesc rar. În mod normal, fungii apar formați din numeroase etajere suprapuse și imbricate. În urmare descrierea unei ciuperci solitare:

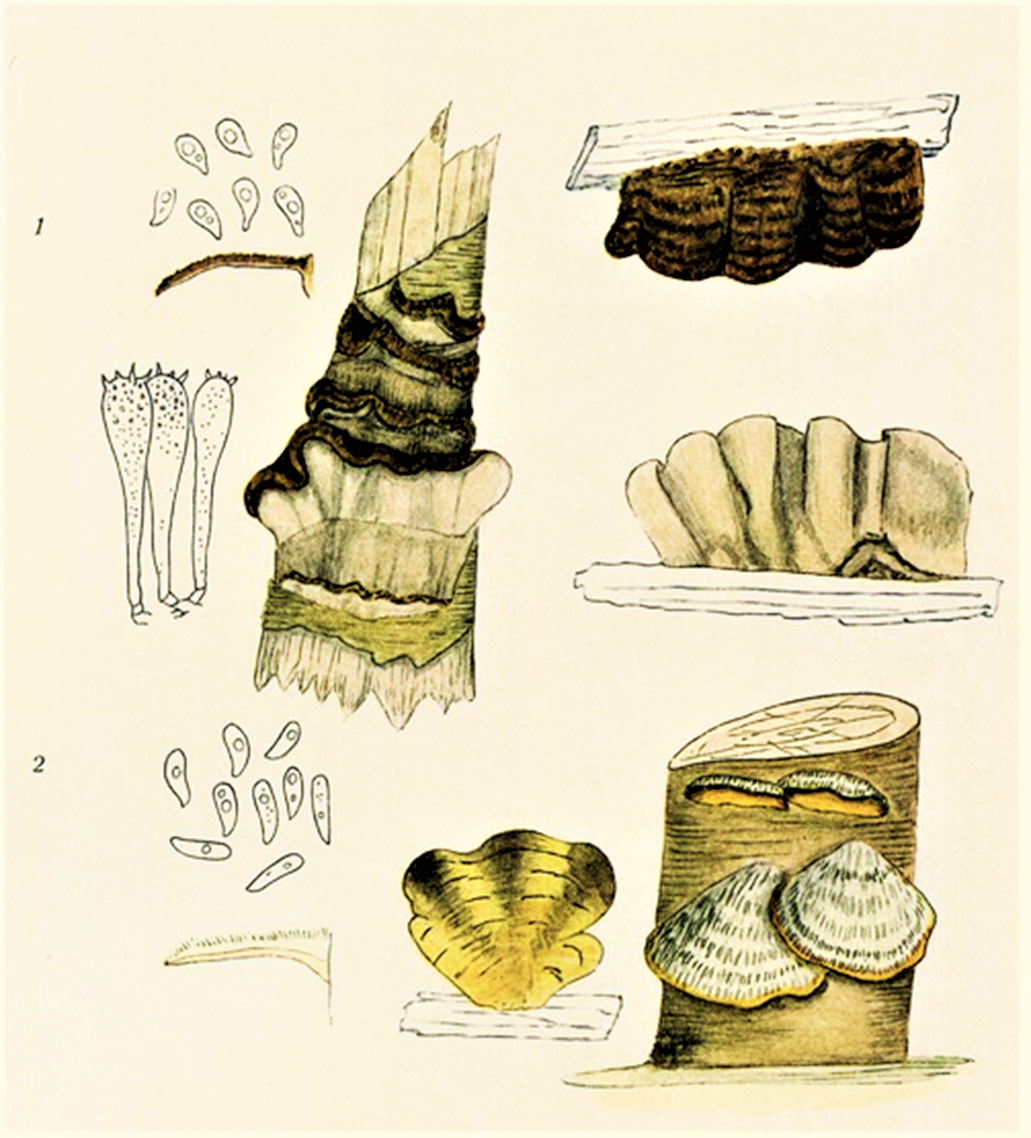
Bres.: Stereum fuscum și Stereum hirsutum

- Pălăria: are un diametru de (1) 3-10 cm și o grosime de 0,2 bis 0,5 cm, este semicirculară sau în formă de evantai, răsfrântă și întinsă pe substrat cu un interval de 1-3 cm de la lemn, cu marginea neregulată și ondulată sau cu lobi, în tinerețe mai groasă (nu rar de până la 1 cm) și gomoasă, devenind cu vârsta din ce în ce mai subțire aproape ca o foaie de hârtie, pieloasă și elastică. Partea superioară sterilă, prevăzută cu peri aspri și destul de lungi gălbui, decolorând cu timpul spre albicios, este împărțită în zone concentrice. Perii pe cuticulă dispar la bătrânețe. Coloritul poate varia de la alb-gălbui la galben (în primul rând în stadiul tânăr), gri, cenușiu-gălbui și chiar roșcat. În timp de ariditate, devine gri până gri-brun. Mai ales în habitatele cu umiditate mai mare, suprafața apare verzuie datorită acoperirii cu alge. În schimb, marjele de creștere proaspete, uneori bombate, strălucesc ocru până galben-portocaliu. Suprafața himenială fertilă, situată pe fața inferioară, este netedă și neregulată, fiind la început ocru-gălbuie până galben-portocalie și, apoi, brun-deschisă. În secțiune transversală se vede o linie întunecată, brun-roșcată, care se întinde între stratul steril și trama. Nu înroșește la frecare. Corpurile de fructificare, în cea mai mare parte anuale, pot continua să crească după iernare prezentând atunci partea inferioară în două culori: în timp ce părțile anului precedent au tonuri de gri, zonele nou crescute la margine arată culori strălucitoare.
- Tuburile și porii: nu are nici tuburi nici pori. Stratul himenial este neted.
- Piciorul: nu are picior.
- Carnea: este de un maro deschis și nu se decolorează după tăiere, fiind subțire precum gomoasă până pieloasă. Nu are un miros sau gust specific. Este parazitată uneori de două alte specii de fungi, anume Tremella aurantia și Tremella foliacea.[5][6][12]
- Caracteristici microscopice: sunt mici, elipsoidali, netezi și hialini (translucizi), cu o mărime de 6-8 x 2,5-3,5 microni. Pulberea lor este albicioasă și aproape transparentă. Basidiile cu 4 sterigme fiecare sunt clavate, spre sus umflate și rotunjite, măsurând 25-35 x 6-9 microni. Specia prezintă pseudocistide (hife asemănătoare cistidelor, de acea „pseudo”, care izvorăsc mult mai adânc în țesutul fungic interior) de 7-10 µm lățime și uneori de peste 100 µm lungime, sunt abundente, izvorăsc din trama, formând în apropierea zonei fructifere un strat destul de dens. În partea de sus sunt umplute cu o substanță uleioasă. Există, de asemenea, numeroase acutocistide (un fel găsit în himeniul câtorva ciuperci) cilindrice cu vârfuri ascuțite de 20-30 × 2-4 µm. Sistemul hifelor este monomitic și constă din două tipuri de fire fungice simplu septate: stratul fructifer conține hife subțiri până la ușor îngroșate, multiplu ramificate, în timp ce altele dezvoltă în carne fire fungice cu pereți groși, mai puțin ramificați și, de obicei, de 4-6 µm lățime. În stratul păros hifele au pereți mai groși cu neenumerate septe adventive fiind cu 5-8 µm ceva mai late.[13][14]
- Reacții chimice: suprafața se colorează cu hidroxid de potasiu mai întâi roșu, devenind cu timpul neagră.[15]

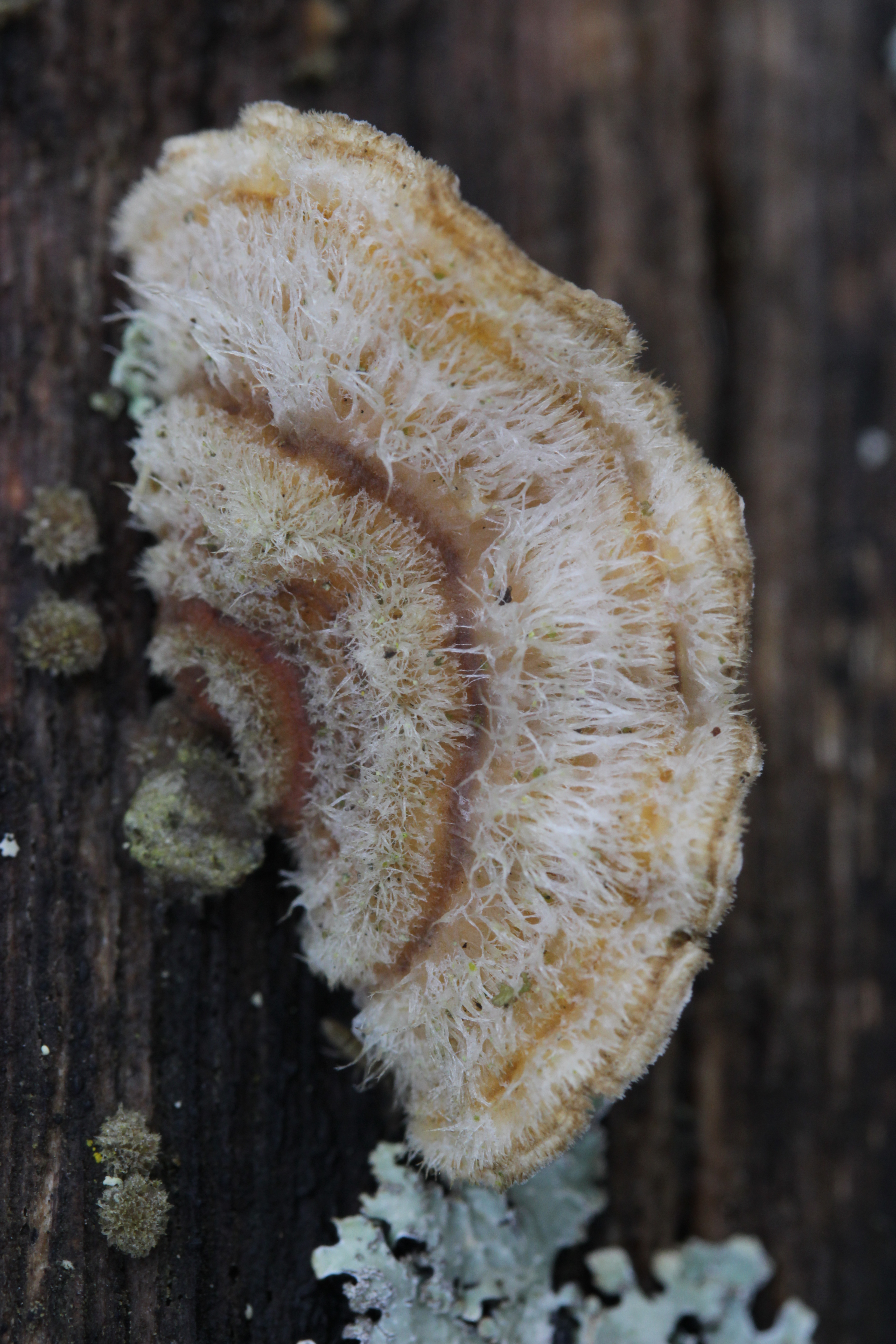
S. hirsutum, suprafață cu peri
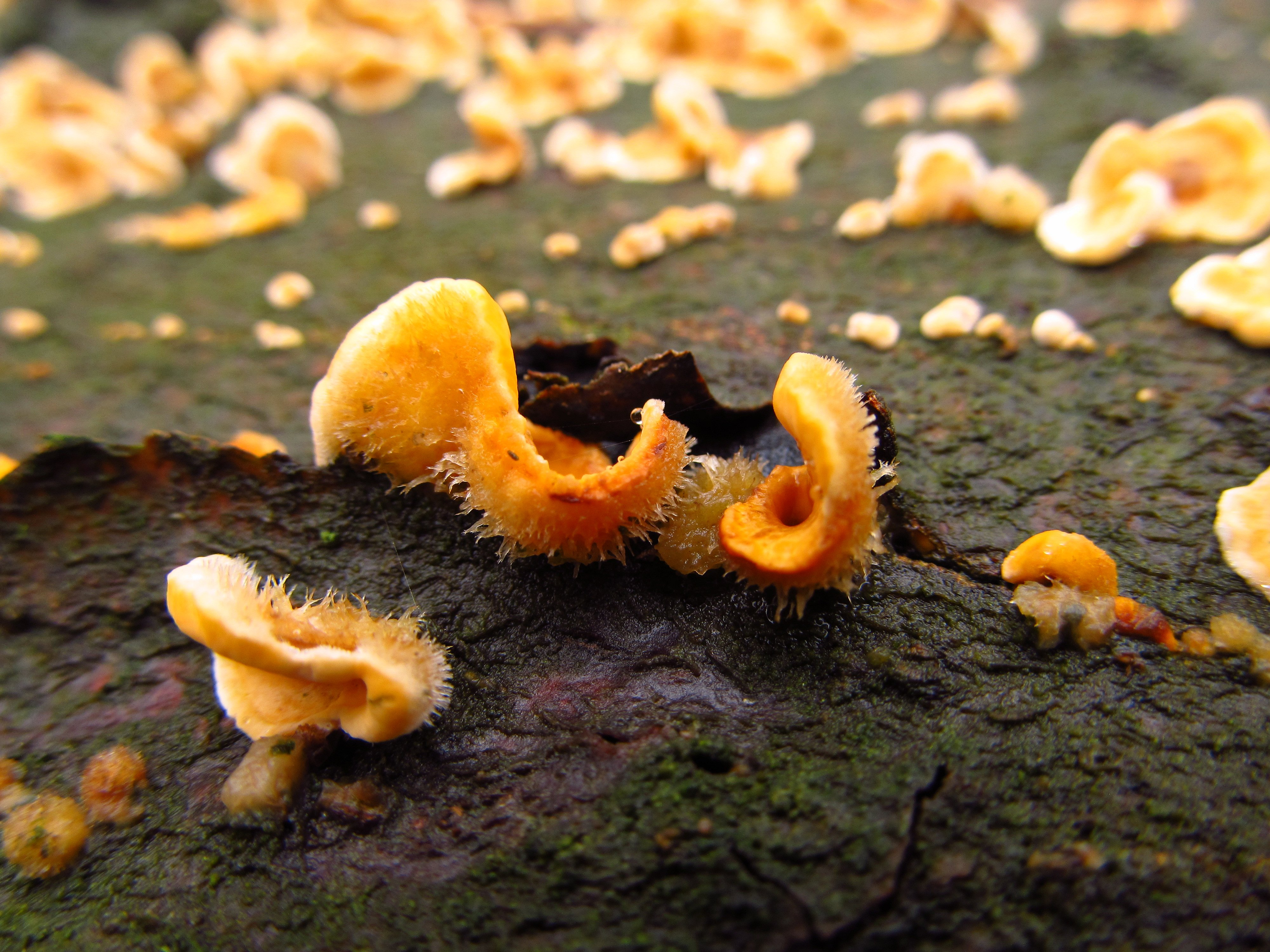
S. hirsutum tineri
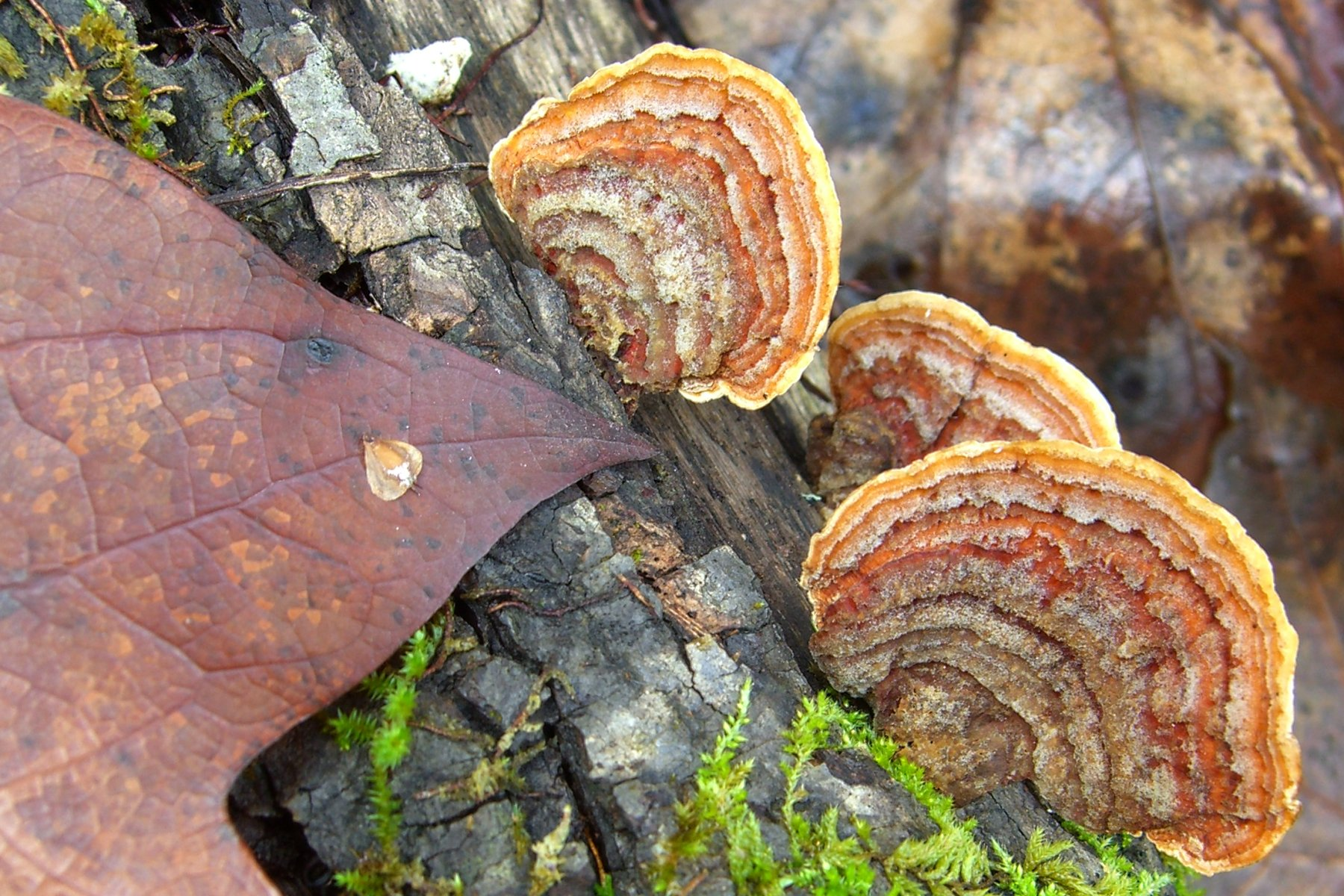
S. hirsutum bătrâni
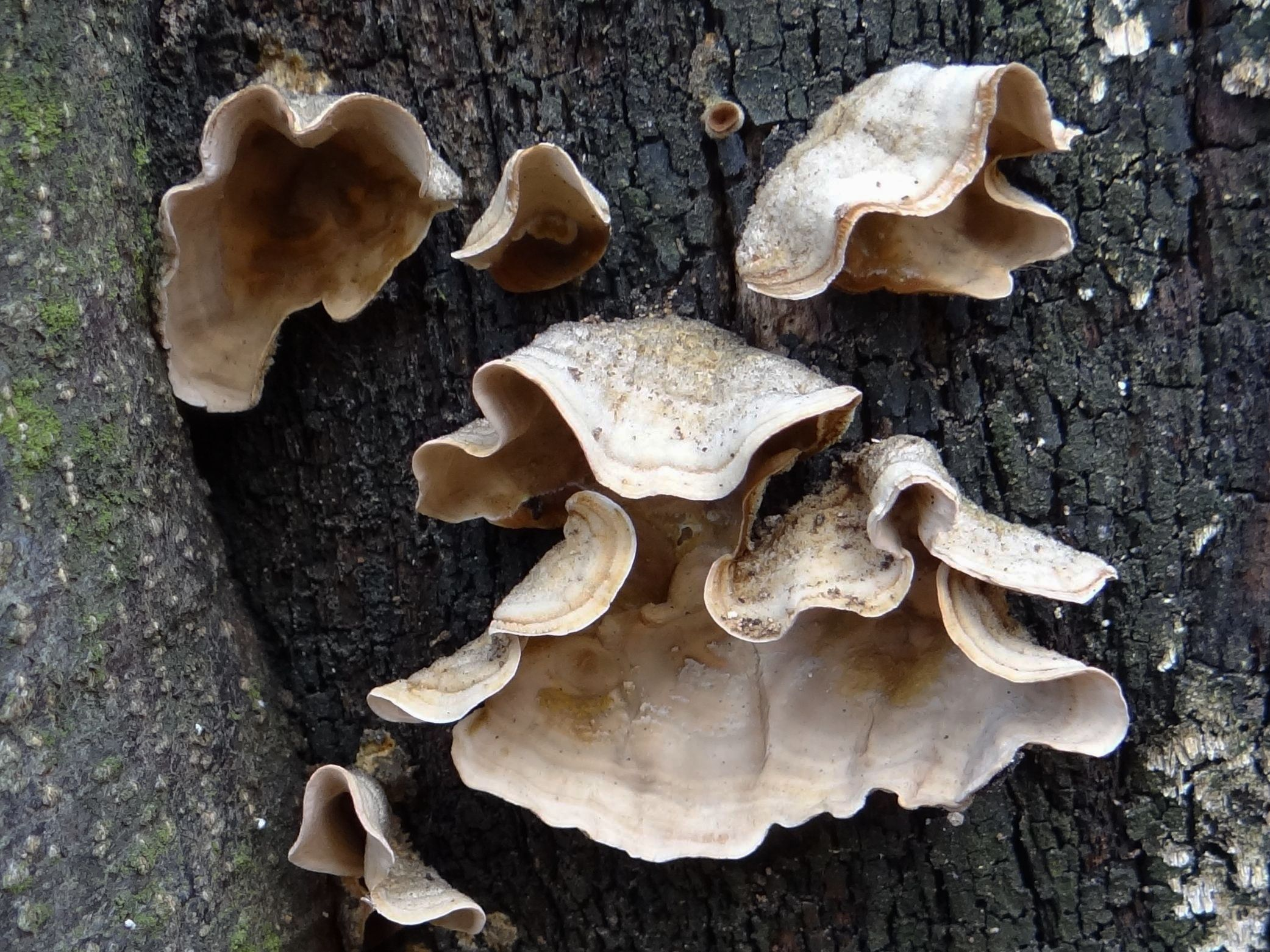
S. hirsutum „mort”
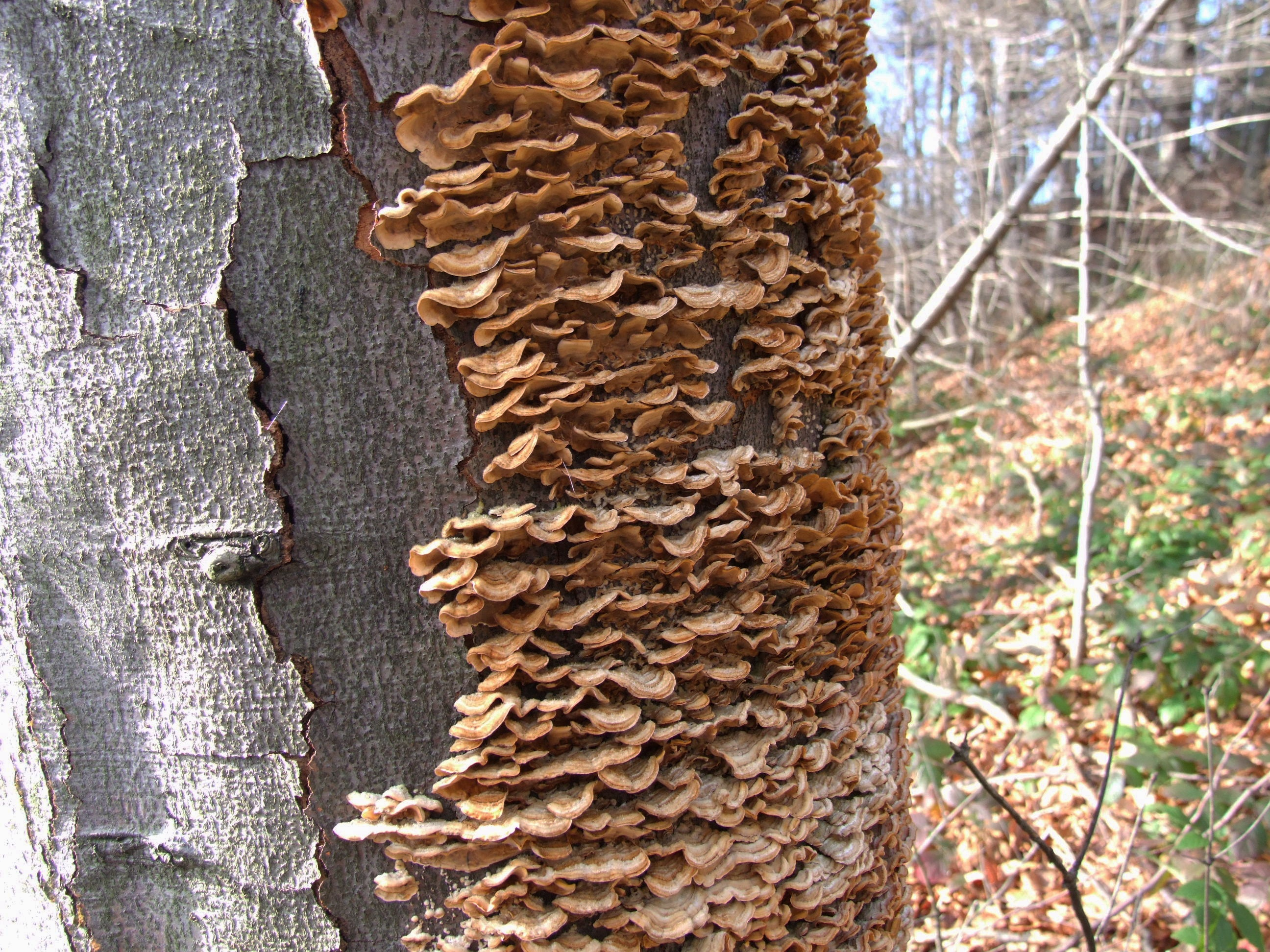
S. hirsutum în mase
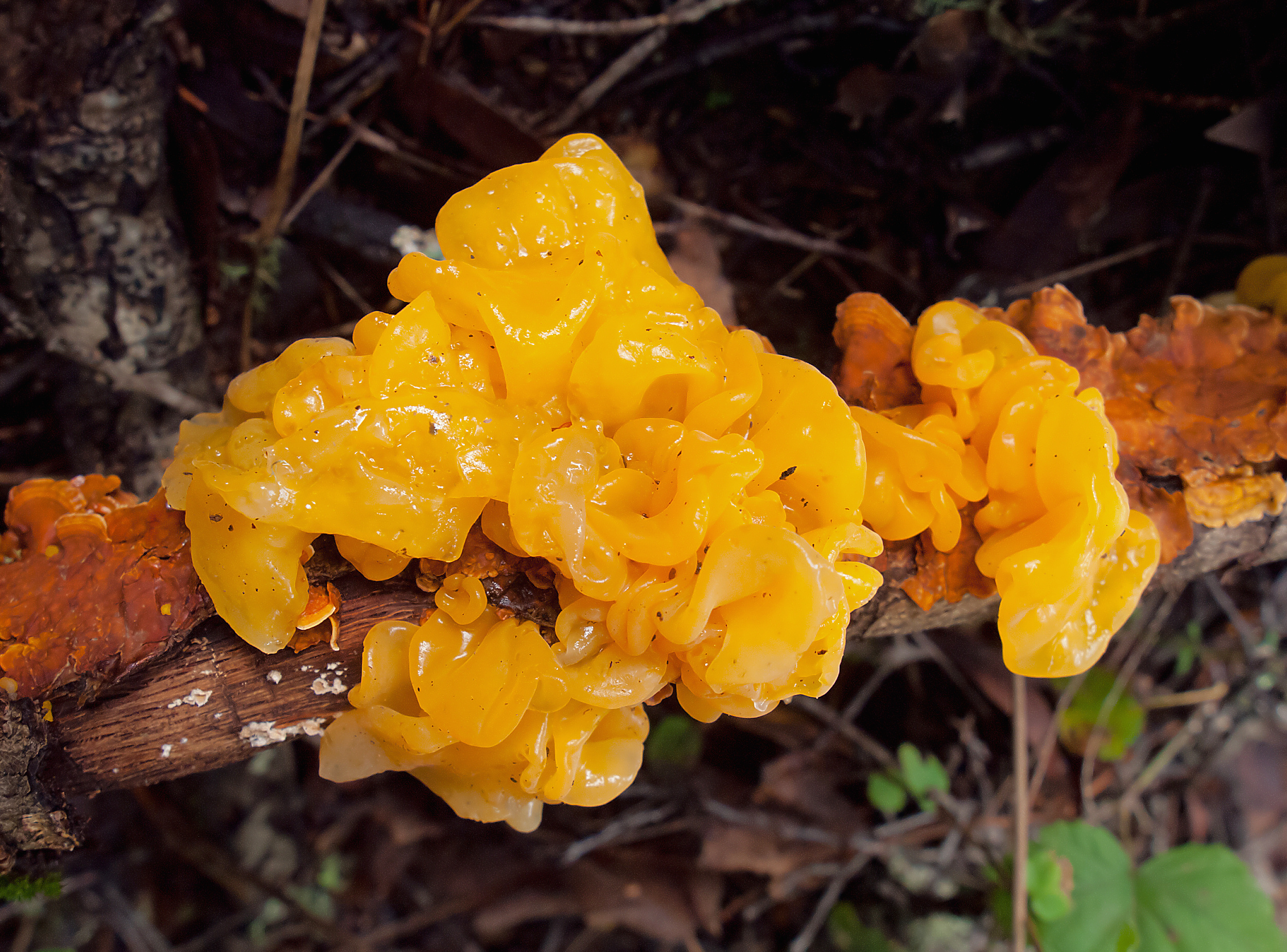
S. hirsutum parazitat de Tremella aurantia
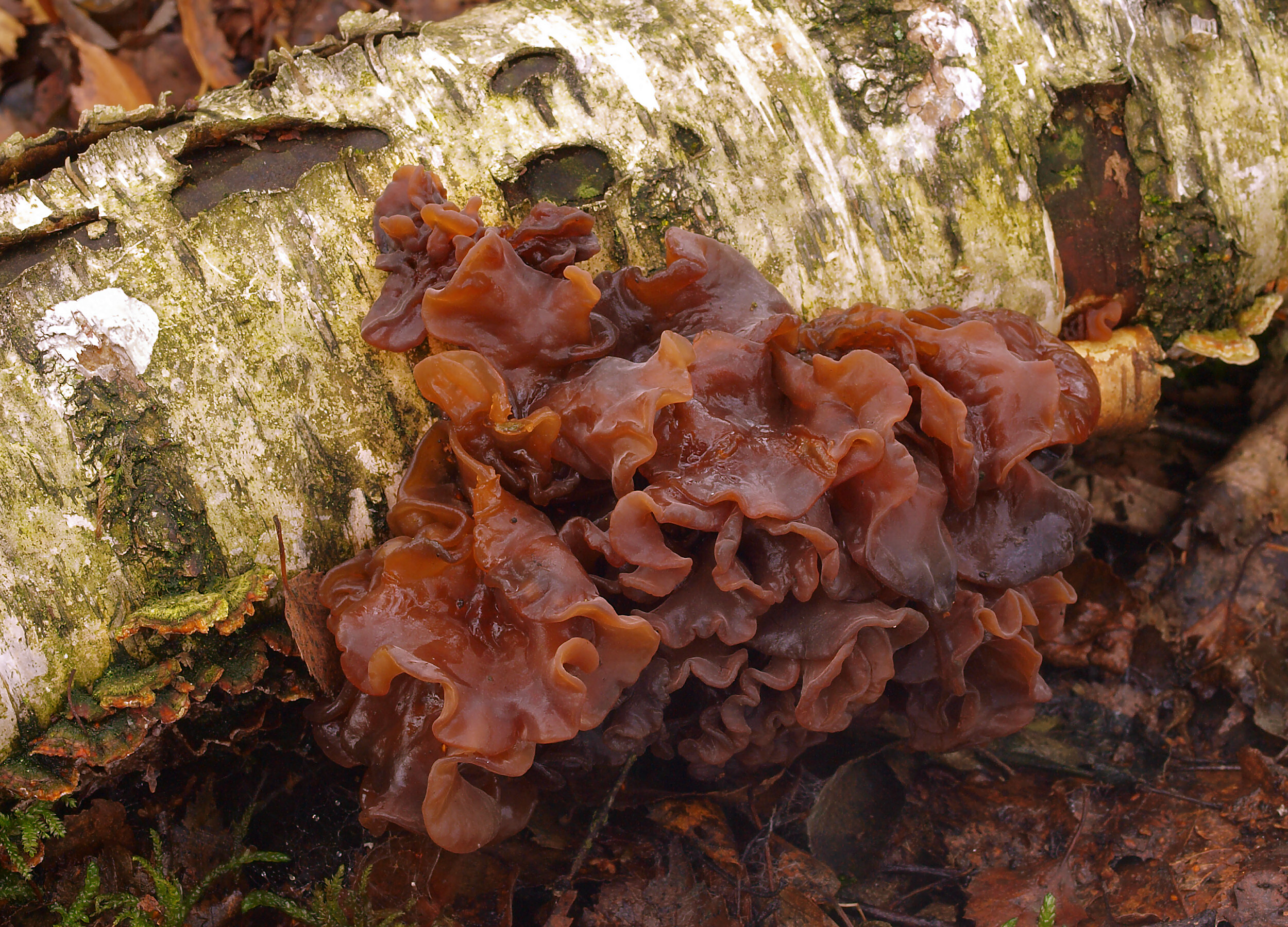
S. hirsutum parazitat de Tremella foliacea

## Confuzii
Brânca poate fi confundată cu de exemplu: Antrodia serialis sin. Polyporus serialis (necomestibilă, cu tuburi lung decurente și pori, fără miros, gust adesea amar), Auricularia mesenterica (tânăr comestibilă), Daedaleopsis confragosa, Laxitextum bicolor sin. Stereum fuscum (necomestibil, suprafață pâsloasă și castanie, marginea albicioasă până ocru-maronie), Stereum gausapatum (necomestibil, trăiește aproape numai pe stejar, carnea maronie înroșește după o leziune), Stereum insignitum (necomestibil, suprafață catifelată), Stereum rameale (necomestibil, mai mic, adesea concrescut, suprafață albă în tinerețe), Stereum subtomentosum (necomestibil, suprafața inferioară se colorează la frecare gălbui, prezintă uneori un picior scurt și gros), Trametes fragrans (necomestibilă, cu pori, miros de cumarină sau vinariță; fără imagine mai jos), Trametes hirsuta (necomestibilă), Trametes ochracea sin. Trametes zonata (necomestibilă, cu pori, îngroșată spre centru), Trametes pubescens (necomestibilă, cu pori, cuticulă catifelată, colorit albicios până crem, fără gust și miros) sau Trametes versicolor (necomestibil).

## Specii asemănătoare în imagini

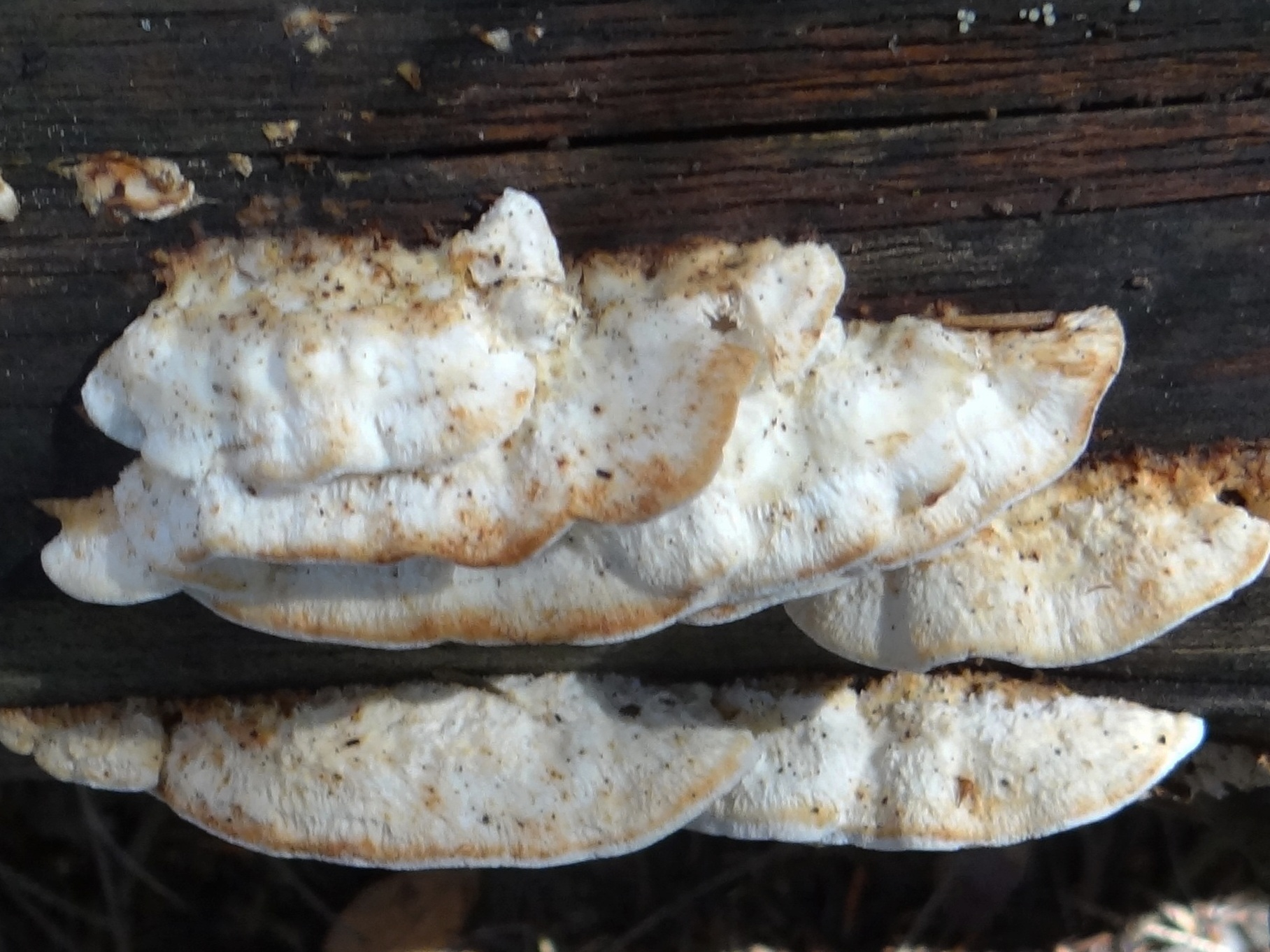
Antrodia serialis sin. Polyporus serialis
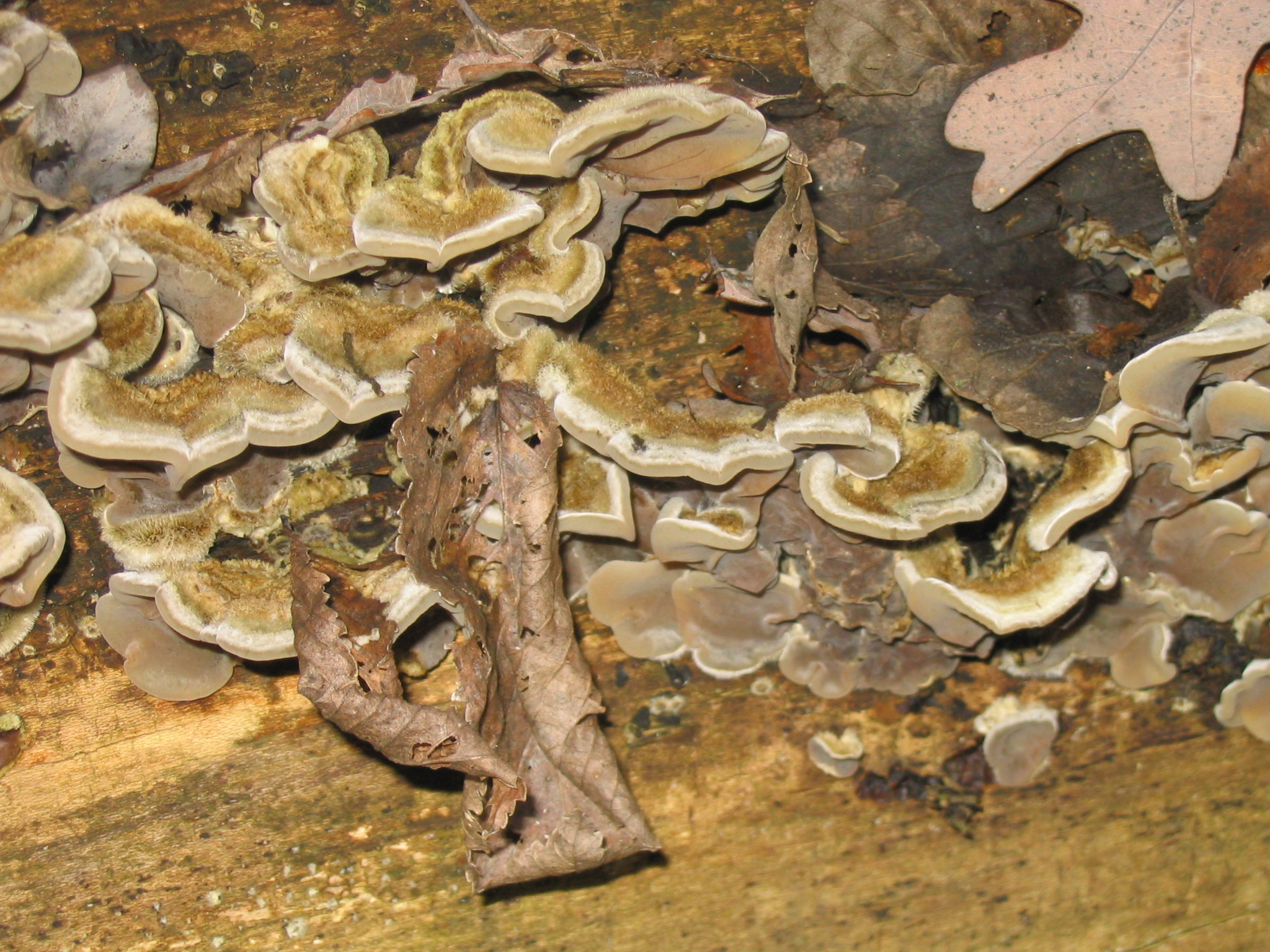
Auricularia mesenterica
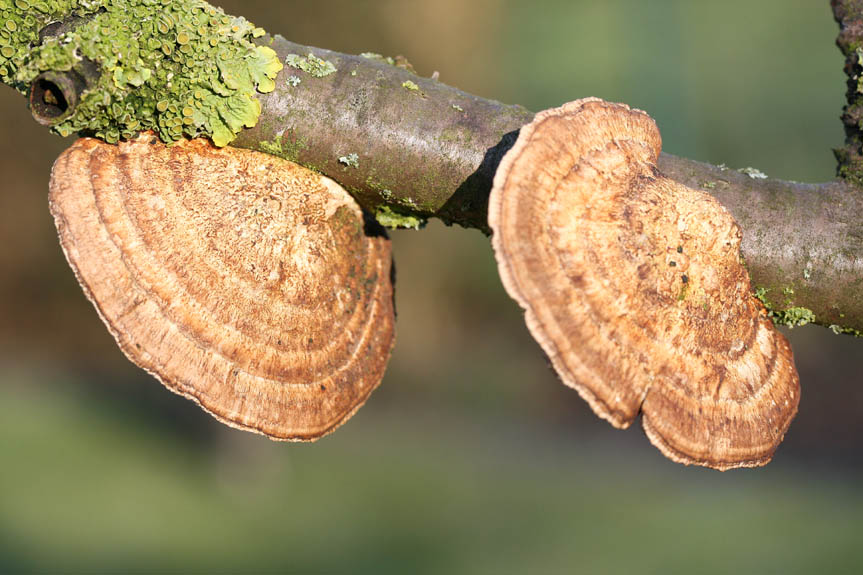
Daedaleopsis confragosa
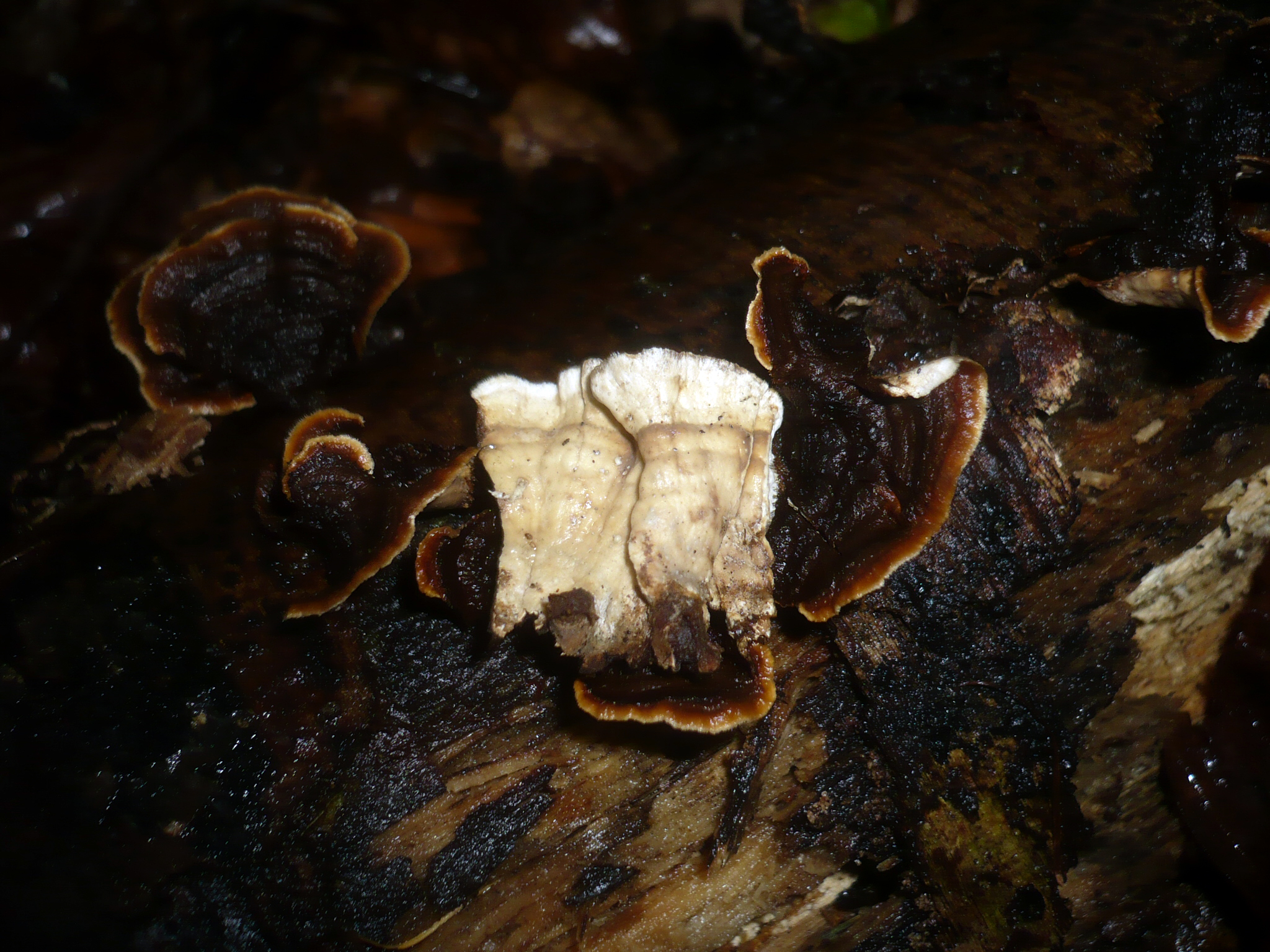
Laxitextum bicolor sin Stereum fuscum
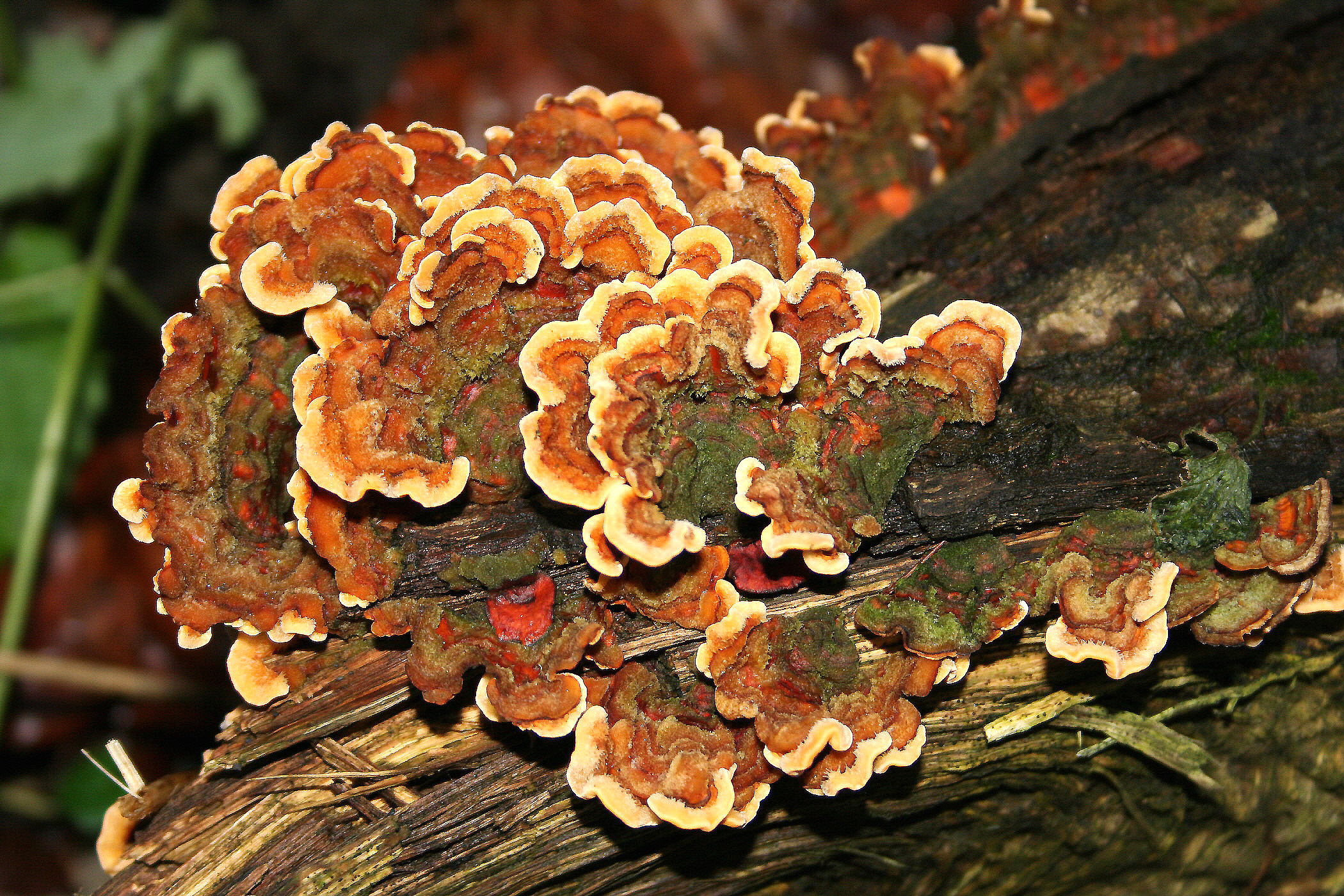
Stereum gausapatum
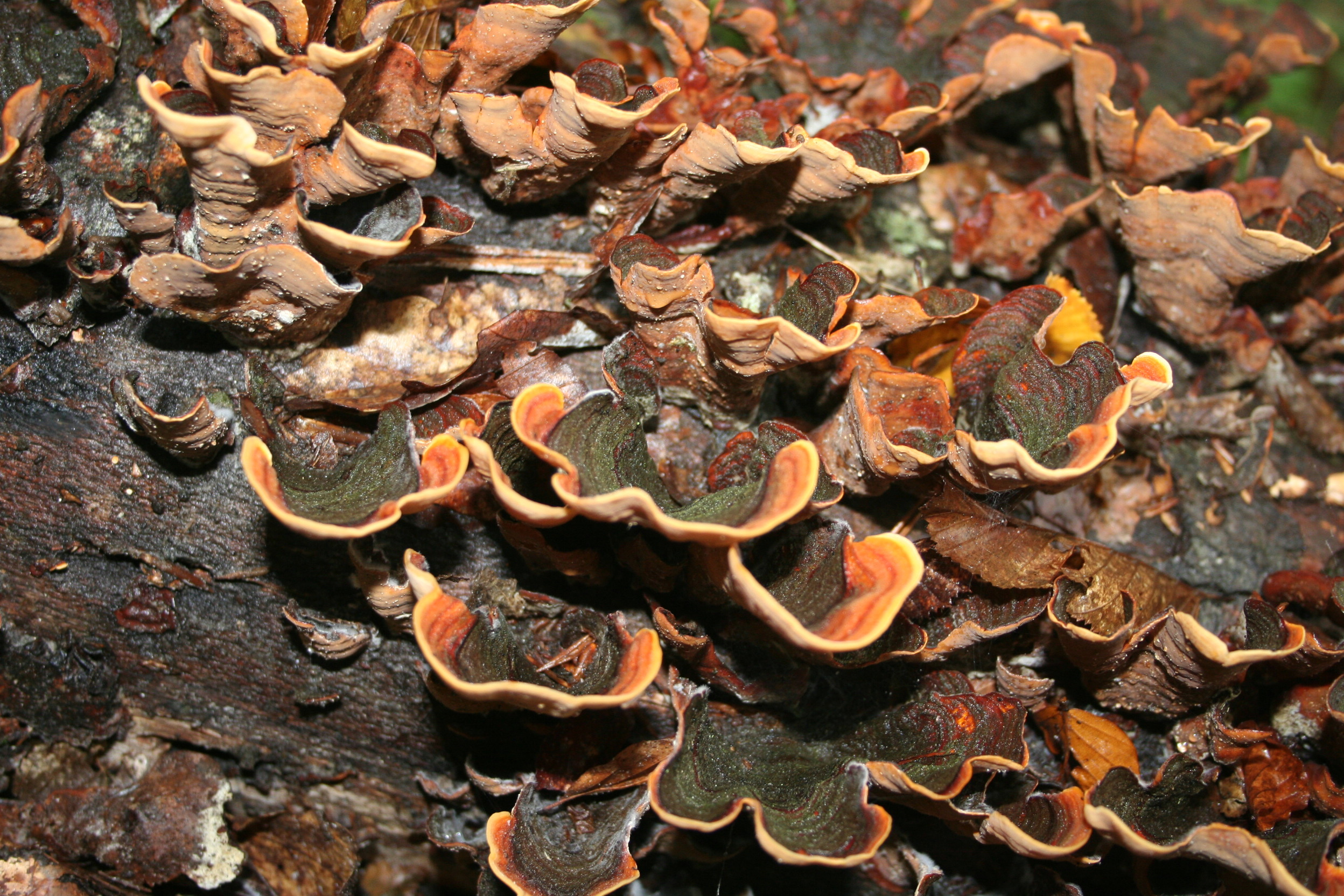
Stereum insignitum
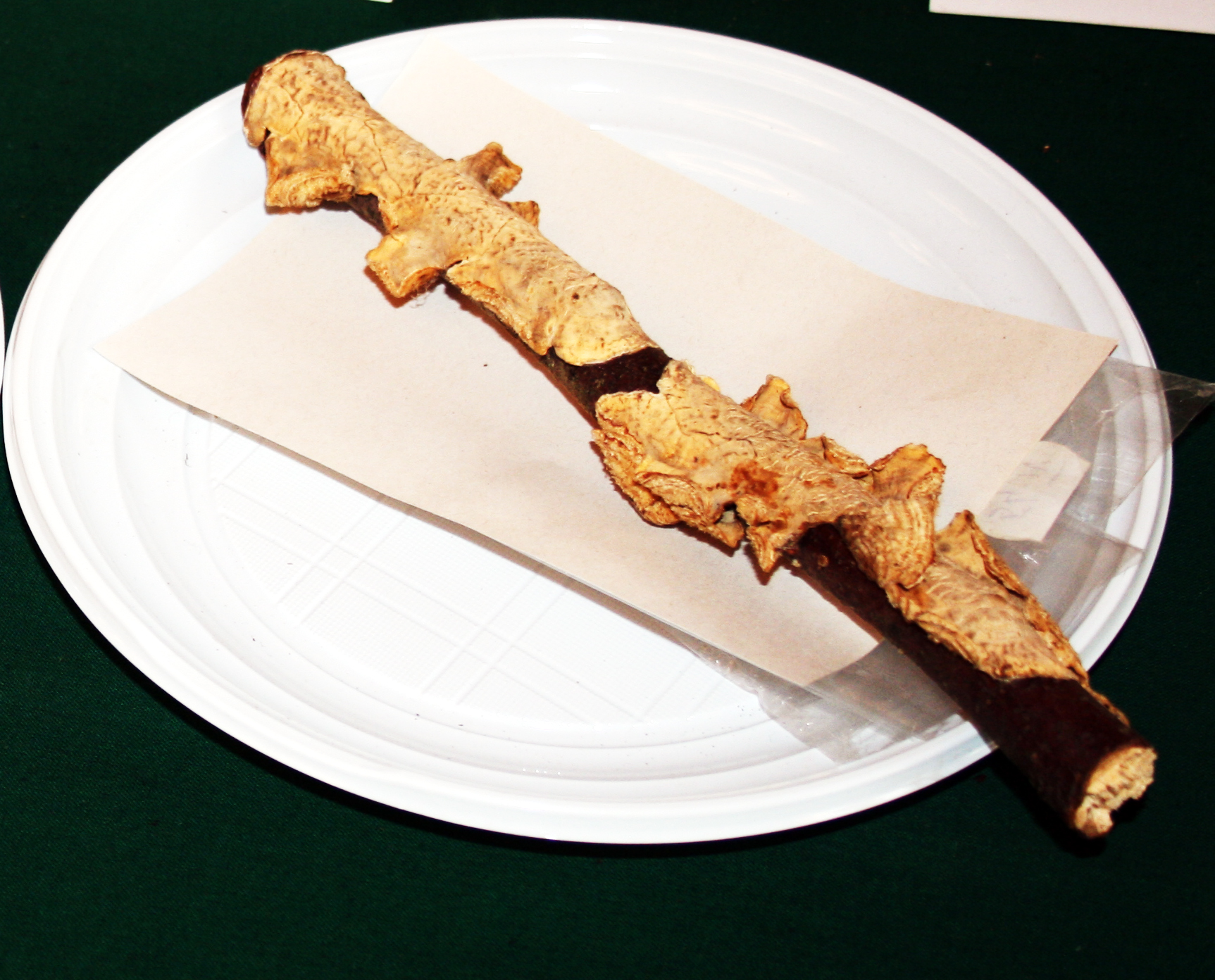
Stereum rameale

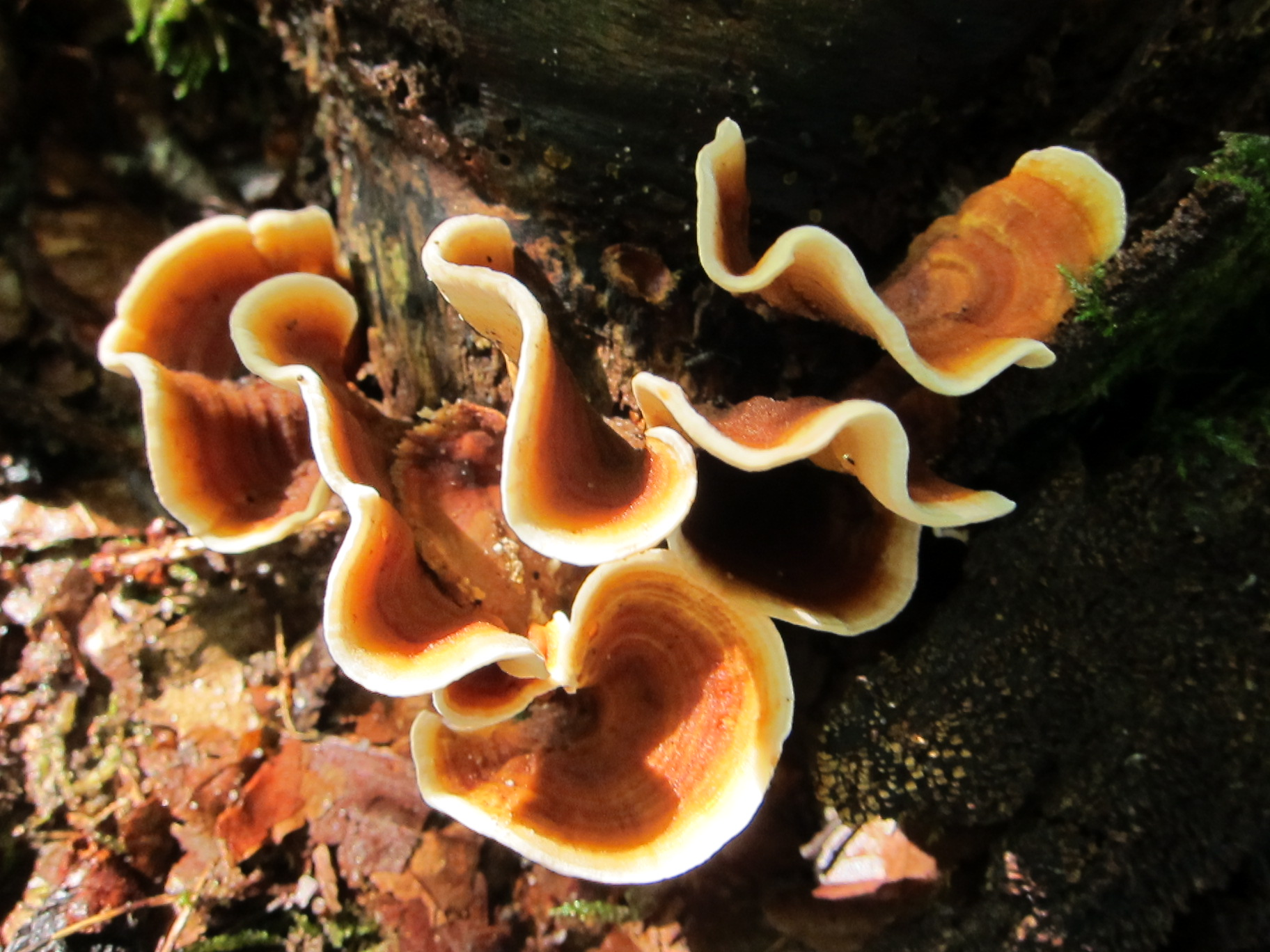
Stereum subtomentosum
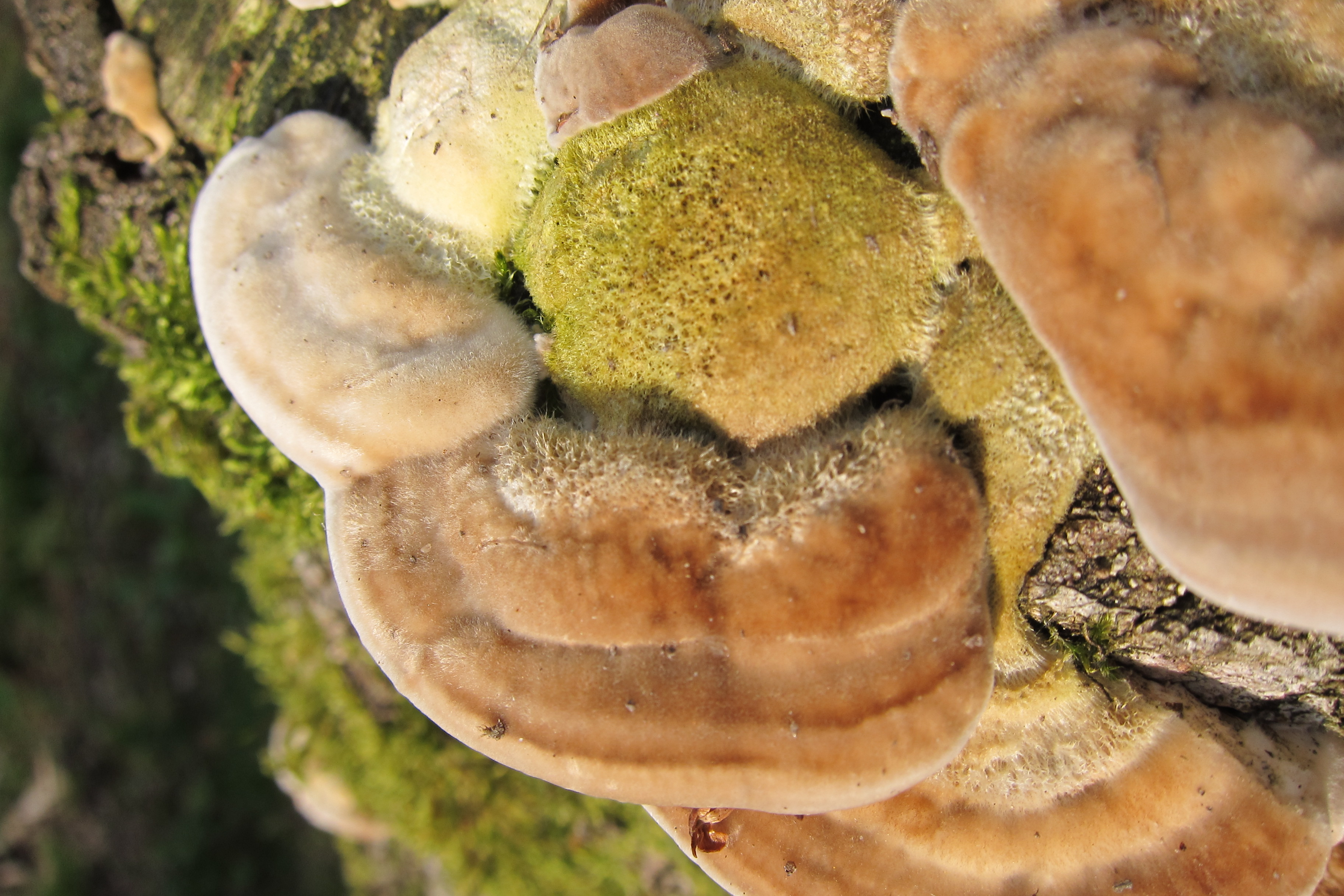
Trametes hirsuta
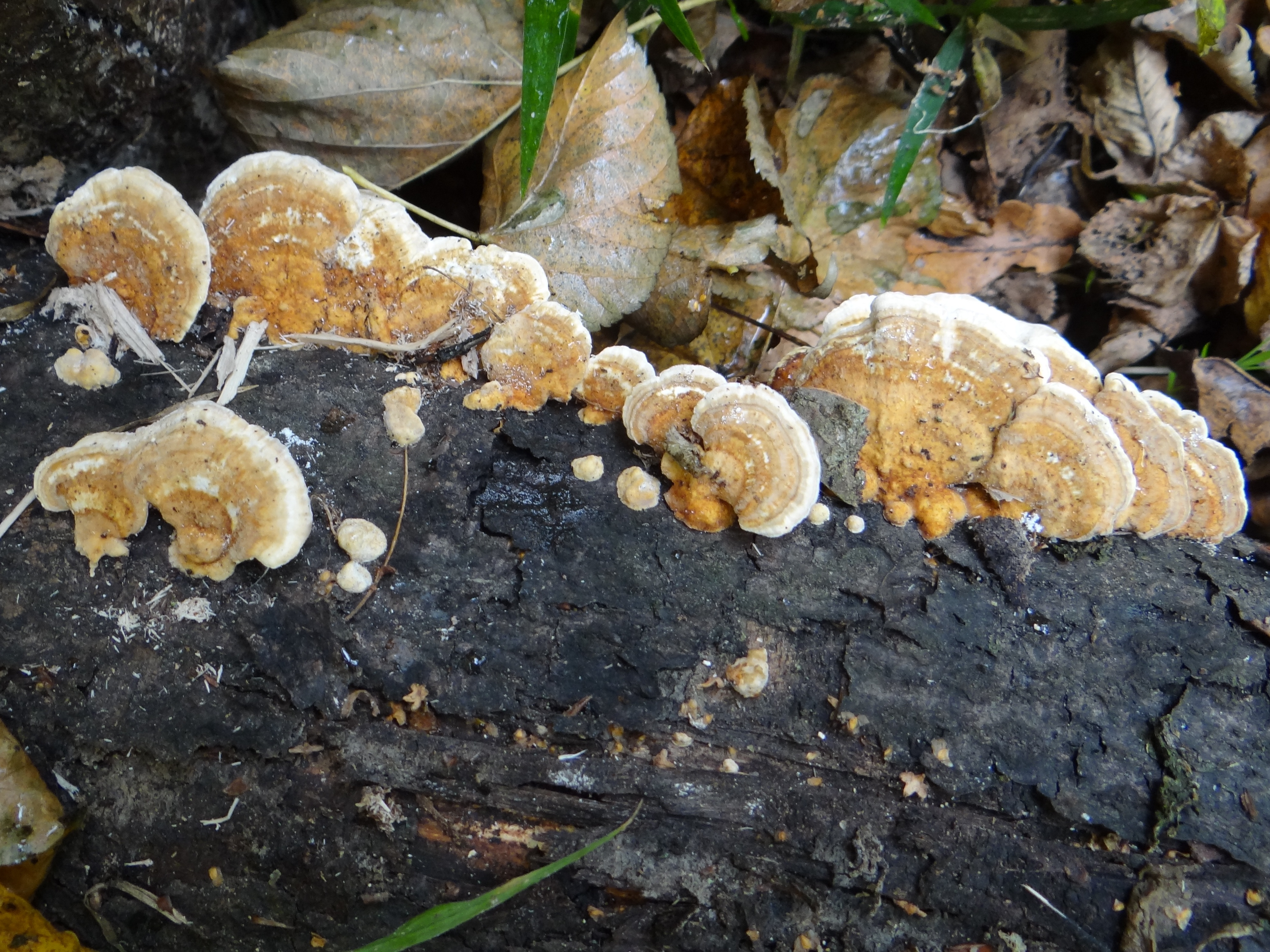
Trametes ochracea
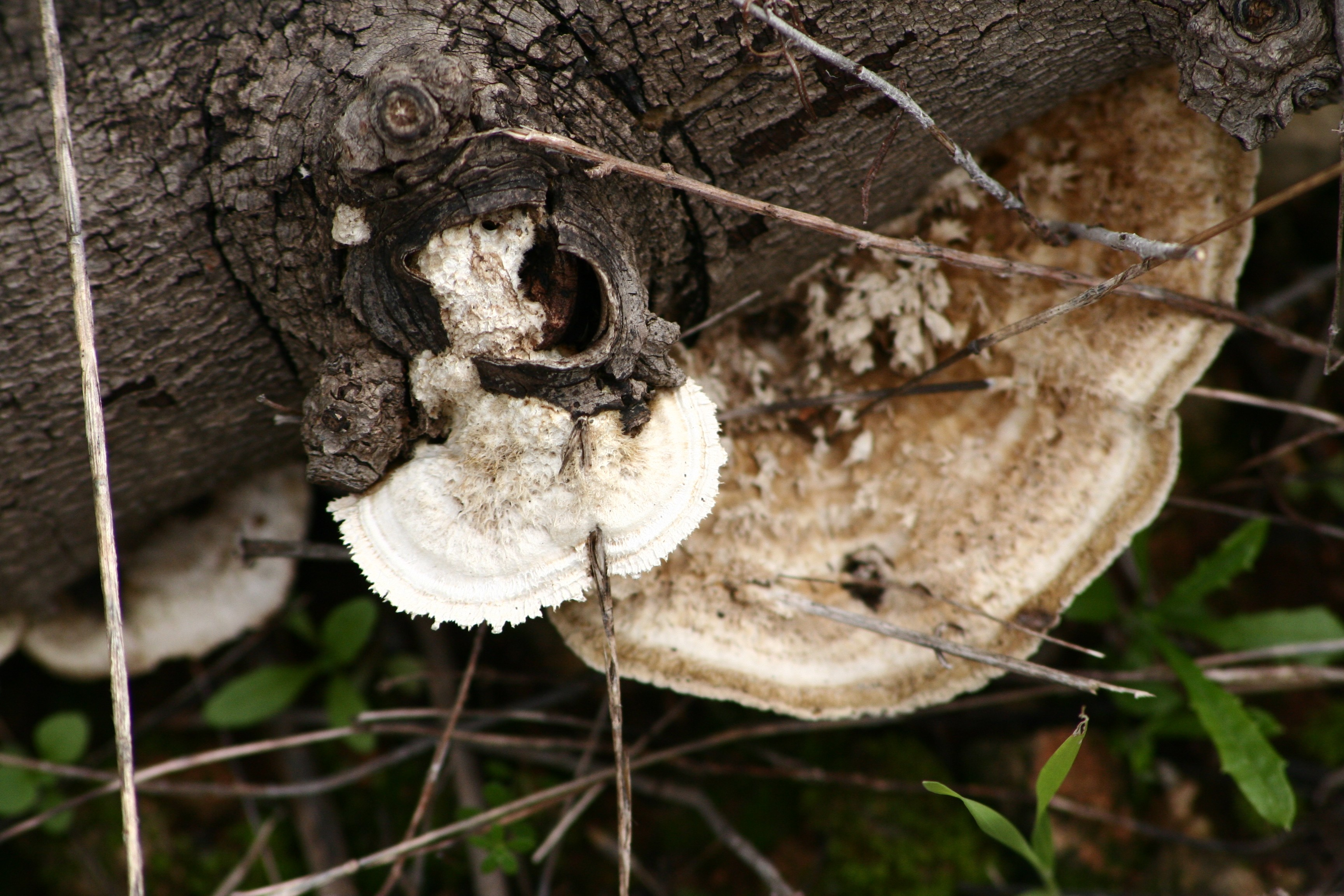
Trametes pubescens
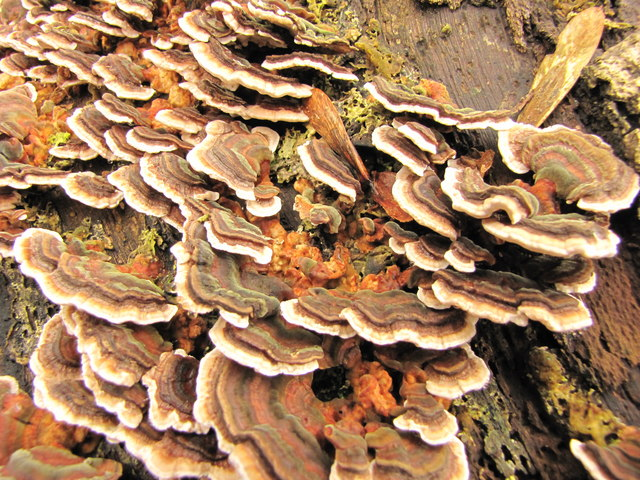
Trametes versicolor

## Valorificare
Policioarele sunt fără interes alimentar din cauza compoziției cărnii.

### Calități beneficiare

#### Degradarea pesticidelor

Atracină, formulă structurală

Printre ciupercile de putrefacție albă din diferite clase de basidiomicete, Stereum hirsutum a obținut, împreună cu Hypholoma fasciculare și Trametes versicolor, cele mai bune valori de degradare pentru toți compușii de pesticide mono-aromatice. După 42 de zile, descompunerea maximă a diuronului [C9H10Cl2N2O), atracinei (C8H14ClN5) și terbutilacinei (C9H16ClN5), unui erbicid înrudit cu atracina, a fost de peste 86%, iar pentru metalaxil (C15H21NO4), unui fungicid din grupul acilalaninelor, aproape de 44%.

#### Folos în medicină

Acid hirsutic, formulă structurală

Cercetările au demonstrat că este o ciupercă ce conține o serie de compuși cu proprietăți antimicrobiene. Astfel acționează împotriva bacteriilor gram-pozitive. Mai departe, de exemplu derivatul eterului ciclic epoxid, anume acidul hirsutum-C, este primul produs natural de sinteză organică izolat din Stereum hirsutum în 1966 și caracterizat prin cristalografia cu razele X, care are un efect anti-neoplastic, „antineoplaston” fiind un termen creat de medicul și biochimistul american Stanisław Burzyński (n. 1943) pentru un grup de peptide, derivați și amestecuri pe care le folosește ca tratament alternativ pentru cancer. Acidul este folosit în chimioterapie.

### Calități nocive

#### Daune la cherestea

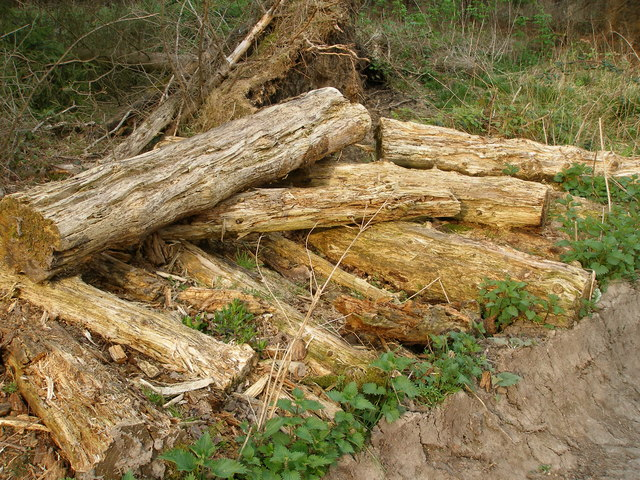
Bucegi în descompunere

Această specie lignicolă este primul colonizator de lemn mort, provocând putregaiul alb după relativ timp scurt. Descompune lemnul tânăr, fiziologic activ sub cambiu, mai rar chiar și duramenul. La cherestea, trunchi depozitați în pădure sau în alte centre de colectare de lemn, corpurile de fructificare bătătoare la ochi apar adesea pe interfețe, dar dacă ciupercile au mai mult timp de dezvoltare, ele pot să crească și prin scoarță. De asemenea, specia a fost foarte des identificată pe elementele din lemn ale caselor (pereți, grinzi de susținere, scări, șindrilele de pe acoperiș) și garduri, fiind un agent important ce contribuie la deteriorarea construcțiilor din lemn. Agravant este, că corpurile sporifere ale ciupercilor nu sunt mereu prezente ci numai miceliile, motiv pentru care identificarea speciilor poate fi dificilă sau nu este întotdeauna posibilă. Astfel produce uneori pagube destul de mari.

#### Provoacă esca la butucii de viță

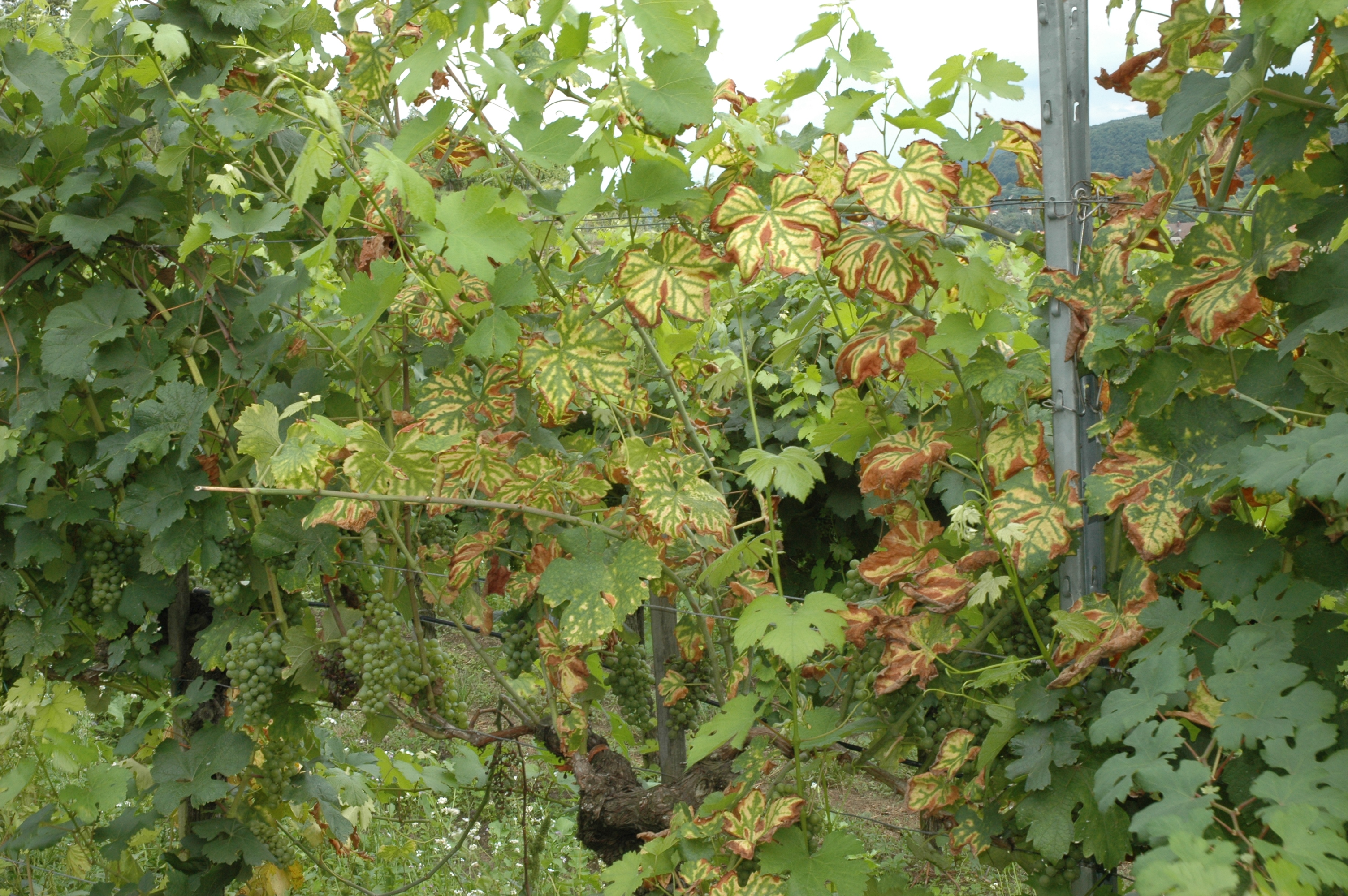
Esca la vița de vie

Esca (apoplexia viței de vie) este provocată de numeroase ciuperci, însă cea mai frecventă este brânca, dar trebuie adnotat că prim-infestarea are loc prin Fomitiporia mediterranea și Stereum hirsutum este doar succesorul. Este o boală ce afectează grav butucii (trunchiul și coardele), conducând la debilitarea și în final, la uscarea acestora. Atacul acestui agent patogen blochează în particular xilemul (țesut alcătuit din vase lemnoase, prin care circulă seva brută), diminuând/blocând astfel accesul plantei la apă și nutrienți absorbiți din sol. Infecția are loc adesea prin rănile rezultate în urma tăierilor, astfel plantele pot fi infectate până la 4 luni de la tăiere. Plantele predispuse la infectarea cu ciupercile ce provoacă esca sunt: plante bătrâne de peste 10 ani, aflate în declin, stresate ce au trecut de exemplu prin perioade lungi de secetă sau slabă aprovizionare cu elemente nutritive. Dar, de asemenea, soluri grele cu drenaj deficitar, plantarea viței de vie în sol ce nu a fost desfundat sau scarificat precum plantarea în gropi necorespunzătoare pot provoca infestarea. Mai departe predispuse la apariția  ei sunt și plantele altoite cu altoi preluați de la plante mamă infectate. 
Micoza  se poate observa cel mai frecvent la butuci solitari (atacul în focare este mai rar întâlnit): pe frunze, în lunile de vară, delimitate de nervuri, apar pete izolate, necrozate, cu un halou galben (între zona necrozată și zona verde). Necrozele apar și pe marginea frunzelor. Atacul este mai sever pe frunzele de la baza lăstarilor. Vara, în perioadele secetoase cu vânt, când evapo-transpirația crește, lăstarii și frunzele se ofilesc (începând de la vârf), datorită afectării xilemului. Strugurii sunt și ei afectați, întâi se ofilesc, apoi se stafidesc, căpătând un aspect brun-roșcat. Lemnul butucilor capătă un aspect spongios la interior, iar in locul infecției este înconjurat de o porțiune moale de culoare albă și secretând un lichid gomos când este tăiat.
Esca poate fi combătută prin scoaterea și arderea butucilor atacați, sau prin aplicarea de tratamente pe baza de produse cuprice aplicate după tăieri.